# Alfred Bass
Alfred Bass (geboren am 1. August 1867 in Linz, Österreich-Ungarn; gestorben nach dem 28. Oktober 1941) war ein österreichischer Arzt, eine Zeit lang Mitglied der Mittwoch-Gesellschaft rund um Sigmund Freud und Opfer der Shoah.

## Leben
Bass war der Sohn von Josef Bass, einem Lehrer aus Pilsen, und Katalin Katharina Bass, geb. Fissler. Seine Eltern waren jüdischer Herkunft. Er besuchte das k. k. Staatsobergymnasium in Pilsen und maturierte 1886. Danach studierte er Medizin und promovierte 1892. In der Folge arbeitete er als praktischer Arzt in Mariaschein in Nordböhmen. In den Jahren 1897 bis 1899 verfasste er Artikel zu sozialen Fragen. Er engagierte sich für eine Verbesserung der rechtlichen und materiellen Lage der Kassenärzte, sowie für deren Organisation, für Änderungen der Gesundheitsversorgung und für staatliche Regelungen im Bereich der Krankenversicherung. Ab 1899 war Bass als praktischer Arzt in Wien-Mariahilf tätig, in der Mariahilfer Straße 95, und war dort auch bis 1940 polizeilich gemeldet.
1908 erschien das Medizinische Handlexikon für praktische Ärzte, herausgegeben von Max Kahane (1866–1923), für welches er einige Artikel schrieb. Am 10. Oktober 1906 war er erstmal bei einem Vortragsabend von Sigmund Freuds Mittwoch-Gesellschaft anwesend, aus der sich die Wiener Psychoanalytische Vereinigung (WPV) entwickelte, die 1908 formell als Verein gegründet wurde. Am 7. November 1906 hörte er dort den Vortrag Alfred Adlers über Die Grundlagen der Neurosen. Aus den Protokollen der WPV geht hervor, dass Bass 1908 und 1909 regelmäßig an den Sitzungen teilnahm. Er wurde auch von Adler, der damals noch zum Kreis um Freud zählte, mit Literaturrecherche zu soziologischen Fragen betraut. Am 3. April 1909 hielt er selbst in der WPV einen Vortrag zum Thema Wort und Gedanke, trat jedoch am 3. November 1909 aus dem Verein aus. Am 30. Oktober 1912 war er nochmals Gast bei einem Vortrag Freuds.
Im Ersten Weltkrieg war er als Sanitätsarzt tätig. Für seine Verdienste erhielt er eine Auszeichnung des Österreichischen Roten Kreuzes. In den Nachkriegsjahren war er auch als städtischer Schularzt der Gemeinde Wien tätig, engagierte sich weiterhin für Soziale Medizin und fungierte als Kontaktmann des Stadtrates Julius Tandler zur Psychoanalyse. In einem Buch von Marcus G. Patka wird die Funktion Chefarzt der Krankenfürsorgeanstalt der Bediensteten der Stadt Wien angeführt. Bass war Mitglied der 1934 als Dachorganisation gegründeten Gesellschaft des Grauen Kreuzes, einer Hilfsorganisation für Flüchtlinge aus dem nationalsozialistischen Deutschland. Am 4. Mai 1940 zog er in die Köstlergasse 10, am 28. Oktober 1941 erfolgte seine Deportation ins Ghetto Łódź, im Alter von 74 Jahren. Über sein weiteres Schicksal ist nichts bekannt. Die Opferdatenbank des Dokumentationsarchiv des österreichischen Widerstandes verzeichnet: „Nicht überlebt“. Nachdem Alfred Bass mit 74 Jahren sicherlich als nicht „arbeitsfähig“ eingestuft wurde, geht man davon aus, dass er entweder im Ghetto verhungerte oder im angeschlossenen Vernichtungslager Kulmhof ermordet wurde.

### Familie
Alfred Bass war verheiratet mit Martha Bass (* 20. November 1873), geb. Weiss. Martha Bass verstarb 1940 in Wien. Der gemeinsame Sohn, Wolfgang Bass, überlebte den Holocaust.

## Publikationen
- "Organisation" in Prager Medizinische Wochenschrift, XXI, Nr. 40–43
- "Der Tarif" in Prager Medizinische Wochenschrift, XXII, Nr. 47
- Alfred Bass und Ludwig Teleky: Die Kohlenablader der k.k. priv. Kaiser Ferdinand-Nordbahngesellschaft. Eine sozialmedizinische Studie aufgrund von gemeinsam mit Dr. Alfred Götzl vorgenommenen Untersuchung. In: Archiv für soziale Medizin und Hygiene. (1) 1905, S. 193 f.
- Max Kahane (Hg.): Medizinisches Handlexikon für praktische Ärzte. Unter Mitwirkung von Alfred Adler (Wien), Alfred Bass (Wien), Julius Baum (Berlin), Iwan Bloch (Charlottenburg), Rudolf Bum (Wien), A. Eitelberg (Wien), Otfried O. Felner (Wien), Paul Freund (Berlin), Adolf Th. Hecht (Wien), Ferdinand Kornfeld (Wien), Reinhold Ledermann (Berlin), Rudolf Neurath (Wien), Isidor Sadger (Wien-Gräfenberg), Moritz Teich (Wien), Hugo Weiss (Wien). Berlin Wien 1908

## Auszeichnungen
- Ehrenzeichen II. Klasse für Verdienste um das Rote Kreuz

## Gedenken

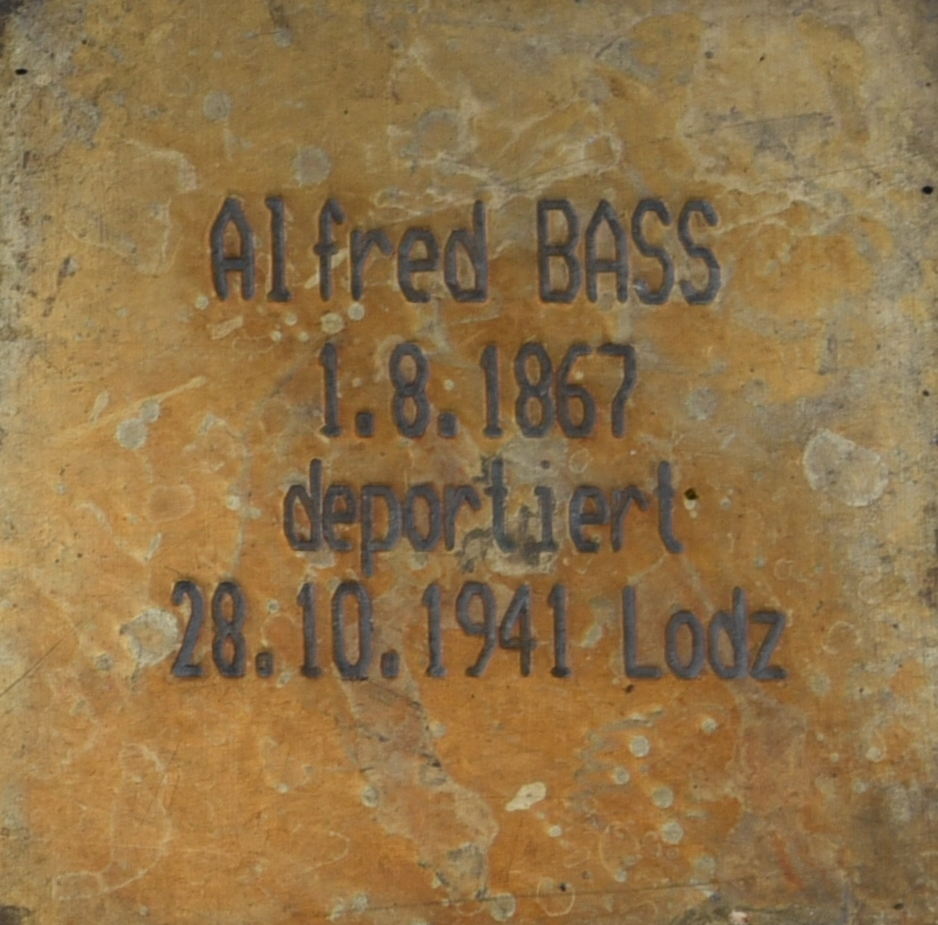
Erinnerungsstein

An Alfred Bass erinnert ein Erinnerungsstein vor dem Haus Köstlergasse 10 in Wien-Mariahilf, verlegt von Erinnern für die Zukunft.